# Tārīk Darreh-ye ‘Olyā
Tārīk Darreh-ye ‘Olyā (persiska: تاريك دَرِّۀ بالا, تاریک درّه علیا, Tārīk Darreh-ye Bālā) är en ort i Iran.   Den ligger i provinsen Hamadan, i den nordvästra delen av landet, 400 km sydväst om huvudstaden Teheran. Tārīk Darreh-ye ‘Olyā ligger 1 820 meter över havet och antalet invånare är 441.
Terrängen runt Tārīk Darreh-ye ‘Olyā är huvudsakligen kuperad, men åt nordväst är den bergig. Runt Tārīk Darreh-ye ‘Olyā är det ganska tätbefolkat, med 56 invånare per kvadratkilometer. Närmaste större samhälle är Deh Kabūd, 10,6 km söder om Tārīk Darreh-ye ‘Olyā. Trakten runt Tārīk Darreh-ye ‘Olyā består i huvudsak av gräsmarker.